# Amblyodipsas polylepis
Amblyodipsas polylepis – gatunek jadowitego węża z podrodziny aparalakt (Aparallactinae) w rodzinie gleboryjcowatych (Atractaspididae).
Gatunek ten posiada 2 podgatunki:
- Amblyodipsas polylepis polylepis (Bocage, 1873)
- Amblyodipsas polylepis hildebrandtii (Peters, 1877)

Osobniki tego gatunku osiągają rozmiary od 40 do 60 centymetrów. Najdłuższa zanotowana samica mierzyła 105 centymetrów, samiec zaś 49,5 centymetra. Ciało w kolorze od ciemnobrązowego do czarnego.
Podstawą ich wyżywienia są inne węże, jaszczurki. Jad tych węży jest dla ludzi nieszkodliwy.
Występują w Afryce na południe od równika, na terenie następujących państw: Angola, Namibia, Botswana, południowa Demokratyczna Republika Konga, Zambia, Mozambik, Zimbabwe, Malawi, RPA, Eswatini, Tanzania, Kenia; jedno stwierdzenie odnotowano w południowo-zachodniej Somalii.